# Chrysotus caerulescens
Chrysotus caerulescens är en tvåvingeart som beskrevs av Negrobov 1980. Chrysotus caerulescens ingår i släktet Chrysotus och familjen styltflugor. Inga underarter finns listade i Catalogue of Life.